# 地鐵中心站 (華盛頓)
地鐵中心站（英語：Metro Center Station）是華盛頓地鐵的核心地鐵車站，也是最早啟用的車站之一，自1976年3月27日營運至今，有紅線、橘線、藍線及銀線交會。
本站位於華盛頓市中心，大約處在一個東西介於11街至西北13街、南北介於G街至H街的區域內。於G街與11街、12街及13街的3個交會處，及12街和F街的路口設有出口，唯一的電梯則位在G街以北的12街西側。在地鐵各站中的繁忙程度僅次於聯合車站而排行第二，截至2006年5月為止，在工作日時平均每天有30,500人次進出。
本站的中間層包含了紅線的側式月台（上層月台），而橘線和藍線則共用一座島式月台（下層月台）。地鐵營業部則位在中間層，紅線的東向月台上，鄰近12街及F街的入口。凱悅飯店及市中心唯一的百貨公司——梅西百貨均與地鐵中心站相通。在20世紀中葉，這一帶是華盛頓的中心商業區，擁有許多百貨公司、劇院、辦公大樓、餐廳及娛樂場所，但由於1968年華盛頓暴動、郊區購物中心的開幕及K街至法拉格特廣場（Farragut Square）附近新商業建築開發的緣故，導致地鐵中心站附近地區的蕭條，但之後卻重新繁華了起來。

## 車站結構
| G                 | 街道層             | 出入口                                                                                   |
| B1                | 夾層               | 單向閘機、售票機、車站詢問處                                                             |
| B2 紅線月台       | 側式月台，右側開門 | 側式月台，右側開門                                                                       |
| B2 紅線月台       | 西行               | 往格羅夫納/涼蔭叢（法拉格特北）                                                          |
| B2 紅線月台       | 東行               | 往銀泉/格蘭蒙特（畫廊）                                                                  |
| B2 紅線月台       | 側式月台，右側開門 |                                                                                          |
| B3 藍/橙/銀線月台 | 西行               | 往法蘭克尼亞-春田（麥佛森廣場） · 往維也納（麥佛森廣場） · 往威勒-里斯頓東（麥佛森廣場） |
| B3 藍/橙/銀線月台 | 島式月台，左側開門 |                                                                                          |
| B3 藍/橙/銀線月台 | 東行               | 及 往拉戈鎮中心（聯邦三角） · 往新卡羅頓（聯邦三角）                                     |

## 翻新計畫
本站與畫廊站十分接近，故長久以來一直有興建地下人行通道連接兩站的計畫，最近的發展是一項2005年7月關於兩站連通道的研究。

## 車站週邊
- 福特劇院（Ford's Theater）
- 美洲開發銀行（Inter-American Development Bank）
- 梅西百貨（Macy's）
- 國際女性藝術博物館（National Museum of Women in the Arts）
- 全國記者俱樂部（National Press Club building）
- 華納影城（Warner Theatre）

## 外部連結
- WMATA: Metro Center Station
- StationMasters Online: Metro Center Station（页面存档备份，存于）
- The Schumin Web Transit Center: Metro Center Station (Upper Level)
- The Schumin Web Transit Center: Metro Center Station (Lower Level)